# Hội đồng Lao động và Quốc phòng
Hội đồng Lao động và Quốc phòng (tiếng Nga: Совет труда и обороны, Sovet truda i oborony, viết tắt STO) là cơ quan tối cao bất thường Nga Xô, và sau đó là Liên Xô, hoạt động trong bối cảnh bùng nổ nội chiến và can thiệp quân sự. Hội đồng chịu trách nhiệm điều hành xây dựng kinh tế và quốc phòng, chỉ đạo hoạt động các ban, ngành kinh tế.
Hội đồng được thành lập vào tháng 4 năm 1920 bằng cách đổi tên từ Hội đồng Quốc phòng Công nhân và Nông dân (Сове́т рабо́чей и крестья́нской оборо́ны). Vào tháng 12 năm 1920, Hội đồng trở thành một ủy ban trực thuộc Hội đồng Dân ủy Nga Xô. Năm 1923, với sự thành lập của Hội đồng Dân ủy Liên Xô, Hội đồng Lao động và Quốc phòng Nga Xô được giải thể và chuyển đổi thành Hội đồng Lao động và Quốc phòng Liên Xô. Hội đồng sau đã bị bãi bỏ bởi một nghị định của Ủy ban Chấp hành Trung ương Liên Xô ngày 28 tháng 4 năm 1937, và các chức năng của nó được chuyển giao cho Hội đồng Kinh tế (Экономического совета при СНК СССР) và Ủy ban Quốc phòng trực thuộc Hội đồng Dân ủy Liên Xô (Комитет обороны при СНК СССР).

## Lịch sử

### Bối cảnh
Cách mạng Nga năm 1917 kết thúc vào mùa thu với Cách mạng Tháng Mười, được tổ chức và đạt được thắng lợi thông qua sự chỉ đạo của phe Bolshevik cấp tiến của Đảng Lao động Dân chủ Xã hội Nga do Vladimir Ilyich Lenin lãnh đạo. Sau ba năm tham gia vào Đại chiến tàn khốc, nước Nga lâm vào cảnh bị tàn phá và vô tổ chức. Nhà nước xã hội chủ nghĩa non trẻ đã phải vật lộn để tồn tại, sống sót qua cuộc nội chiến, và sự can thiệp quân sự của các nước đế quốc. Đồng thời sự sụp đổ nền kinh tế, bao gồm cả các thành phố lớn suy yếu rộng rãi và siêu lạm phát bắt đầu.
Chính quyền cách mạng phải đối mặt với hai nhiệm vụ là tổ chức kinh tế và điều phối các nguồn lực vật chất thay cho Hồng quân. Một cơ quan mới được gọi là Hội đồng Kinh tế Quốc dân Tối cao (Высший совет народного хозяйства, VSNKh, "Vesenkha") được thành lập vào ngày 15 tháng 12 năm 1917 với tư cách là cơ quan chính phủ đầu tiên điều phối tài chính nhà nước, sản xuất kinh tế, lưu thông sản phẩm tại Cộng hòa Xã hội chủ nghĩa Xô viết Liên bang Nga (RSFSR). Vesenkha trực thuộc Hội đồng Dân ủy Nga Xô, và chịu trách nhiệm trước nó.
Vesenkha bắt đầu tạo ra các cơ quan chuyên môn, các cơ quan này được gọi là Tổng cục (Главное управление, glavnoe upravlenie), mỗi tổng cục chịu trách nhiệm về hoạt động của một ngành kinh tế cụ thể. Các đơn vị trực thuộc này được biết đến bằng các từ viết tắt theo âm tiết mô tả, chẳng hạn như Glavmetal (Glavnoe upravlenie promyslennosti metalloizdelij) - tổng cục công nghiệp kim loại, Glavgorprom - tổng cục công nghiệp mỏ, Glavneft - tổng cục công nghiệp dầu khí, Glavles - tổng cục công nghiệp gỗ. Các tổ chức này thường tương ứng với các tổ chức kinh tế được  thành lập trước chiến tranh và được tiếp quản bởi những viên chức từng tham gia chính quyền Sa hoàng trước cách mạng như một phần điều phối nền kinh tế trong nỗ lực đảm bảo thời chiến.
Mặc dù có ít hơn 500 công ty được quốc hữu hóa trước tháng 6 năm 1918, vào cuối tháng đó, sự gia tăng của Nội chiến và tình hình kinh tế tồi tệ hơn đã dẫn đến việc thông qua một sắc lệnh quốc hữu hóa tất cả các nhà máy trên toàn quốc. Hàng hóa đủ loại biến mất khỏi thị trường và việc phân chia khẩu phần được mở rộng. Không thể nhận được giá cả hợp lý cho ngũ cốc thặng dư từ nhà nước độc quyền thu mua ngũ cốc, nông dân đã cất giấu sản lượng của mình từ thị trường chính thức, khiến thị trường chợ đen xuất hiện song song. Prodrazverstka (Продразвёрстка - chính sách phân bổ lương thực) nhà nước, liên quan đến việc sử dụng vũ lực có hệ thống chống lại giai cấp nông dân để trưng dụng ngũ cốc càng làm sâu sắc thêm cuộc khủng hoảng. Nền kinh tế tập trung và cưỡng bức mới này, do nền kinh tế sụp đổ và nội chiến bùng phát, được các sử gia nhà kinh tế ghi chép là Cộng sản thời chiến.

### Thành lập
Trong điều kiện không có một nền kinh tế thị trường khả thi, nhà nước Xô viết cần một cơ chế điều phối sản xuất và phân phối để phục vụ nhu cầu trực tiếp của quân đội. Vào ngày 30 tháng 11 năm 1918, Ủy ban Chấp hành Trung ương toàn Nga (cơ quan điều hành của Đại hội Xô viết) đã thành lập một tổ chức được thiết kế cho mục đích này, ban đầu được gọi là Hội đồng Quốc phòng Công nhân và Nông dân. Cơ quan này được giao nhiệm vụ thu thập và giải ngân các nguồn lực cần thiết cho công cuộc bảo vệ trong thời chiến.
Hội đồng Quốc phòng Công nhân và Nông dân ban đầu được hình thành như một cơ quan khẩn cấp chỉ dành riêng cho việc huy động các nguồn lực toàn Nga cho cuộc nội chiến. Vladimir Ilyich Lenin được chỉ định làm chủ tịch, ngoài ra Hội đồng còn có Chủ tịch Hội đồng Quân sự Cách mạng Lev Davidovich Trotsky, Ủy viên Nhân dân Bộ Dân ủy Đường sắt Vladimir Ivanovich Nevsky, Phó ủy viên nhân dân Bộ Dân ủy Lương thực Nikolai Pavlovich Bryukhanov, Chủ tịch Ủy ban Đặc biệt sản xuất vật tư Leonid Borisovich Krasin, và Đại diện Ủy ban Chấp hành toàn Nga Iosif Vissarionovich Stalin. Tổ chức này nhanh chóng nổi tiếng với cái tên mà nhà sử học Alec Nove gọi là "nội các kinh tế nổi bật" quốc gia, với quyền ban hành các sắc lệnh ràng buộc về mặt pháp lý. Trong suốt thời gian nội chiến, kéo dài đến đầu năm 1921, Hội đồng Quốc phòng Công nhân và Nông dân tồn tại như một cơ quan đặc biệt, ban hành các sắc lệnh tình trạng khẩn cấp quốc gia tồn tại và phần lớn không quan tâm đến các quá trình lập kế hoạch dài hạn. Thay vào đó, hội đồng tập trung vào các yêu cầu thường nhật liên quan đến các chiến dịch quân sự.
Giống như cơ quan tổ chức lập kế hoạch song song của chính phủ, Hội đồng Kinh tế Quốc dân Tối cao (Vesenkha) và glavki của nó, Hội đồng Quốc phòng Công nhân và Nông dân có một nhóm các tiểu ban chuyên trách dành riêng cho các khía cạnh cụ thể các ngành quân sự. Trong nhiều trường hợp, hai tổ chức đã cố gắng mở rộng ảnh hưởng và chương trình nghị sự của riêng mình trong cùng một ngành. Ngành công nghiệp sản xuất vẫn rơi vào khủng hoảng khi các nhà chức trách sắp xếp nhân lực và nguồn lực từ khu vực trì trệ này sang khu vực trì trệ khác tạo ra sự thiếu hụt mới trong quá trình giải quyết các vấn đề đang tồn tại.
Từ năm 1919, quyền lực của Vesenkha bắt đầu suy yếu, với Bộ Dân ủy Nông nghiệp (Narkomprod) phụ trách việc trưng dụng ngũ cốc và Hội đồng Quốc phòng Công nhân và Nông dân phụ trách trong lĩnh vực công nghiệp. Việc huy động lao động phổ thông, bao gồm cả lao động nông dân do chính quyền địa phương yêu cầu để vận chuyển nhiên liệu, thực phẩm và quân nhu do Bộ Dân ủy Lao động (Narkomtrud) phụ trách. Vesenkha bị giảm xuống thành một trong một số cơ quan quản lý kinh tế trung ương, và không còn quyền lực như trước đây.
Hội đồng Quốc phòng Công nhân và Nông dân được hưởng lợi từ kinh nghiệm thu nhỏ thể chế của Vesenkha. Quyền lực tổ chức được củng cố vào mùa hè năm 1919 bằng việc bổ nhiệm Bolshevik Alexei Rykov cấp cao nhất làm "đại diện đặc biệt", càng làm nổi bật vị trí tổ chức trong số các cơ sở lập kế hoạch. Trong suốt thời gian diễn ra cuộc nội chiến, một phần lớn sản lượng của ngành công nghiệp Liên Xô được dành cho nhu cầu của Hồng quân, việc cung cấp trong số đó được coi là "nền tảng của chính sách kinh tế của chúng ta" bởi một quan chức kinh tế hàng đầu. Hội đồng Quốc phòng Công nhân và Nông dân được giao trách nhiệm cung cấp tất cả các nguồn lực cho Hồng quân ngoại trừ sản phẩm nông nghiệp và là cơ quan kiểm soát và sử dụng chính sản lượng công nghiệp quốc gia.

### Tên mới, vai trò mới
Với việc nội chiến kết thúc thành công, vào tháng 3 năm 1920, Hội đồng được đổi tên thành Hội đồng Lao động và Quốc phòng. Tổ chức chính thức được công nhận có quyền lực cao hơn Vesenkha trong việc phân bổ các nguồn lực. Thay vì giới hạn việc sản xuất và phân bổ công nghiệp cần thiết cho Hồng quân trong thời chiến, Hội đồng đã thực hiện một cách tiếp cận rộng hơn lập kế hoạch so với thời kỳ trước đó.
Tên và chức năng mới của Hội đồng đã được Đại hội Xô viết toàn Nga lần thứ 8, cơ quan lập pháp chính thức của nước Nga Xô viết, phê chuẩn vào tháng 12 năm 1920. Hội đồng được công nhận là một ủy ban của Hội đồng Dân ủy (Sovnarkom), lãnh đạo các Bộ Dân ủy, Công đoàn toàn Nga và Cơ quan Thống kê Trung ương. Hội đồng được chỉ định thiết lập một kế hoạch kinh tế duy nhất cho nước Nga Xô Viết, chỉ đạo công việc các Bộ Dân ủy để hoàn thành kế hoạch này, và ban hành các biệt lệ cho kế hoạch khi cần thiết, cùng các chức năng khác. Theo cách này, "lần đầu tiên Nga Xô có một cơ quan lập kế hoạch chung với các chức năng được xác định rõ ràng", nhà sử học E.H Carr đã nhận xét.
Chính sách kinh tế mới (NEP) tiếp nối nền kinh tế Cộng sản thời chiến, Hội đồng nổi lên như một cơ quan kiểm soát quản trị, điều phối việc hình thành các "công đoàn đặc biệt" của các công ty trong một ngành nhất định trên cơ sở tự cung (khozraschët) và bật sáng xanh việc tách các công ty riêng lẻ khỏi các quỹ tín thác tập trung trên cùng một cơ sở.
Một nỗ lực đã được thực hiện vào tháng 5 năm 1922 để biến Hội đồng trở thành cơ quan điều tiết thương mại quốc gia khi Sovnarkom thành lập một ủy ban mới trực thuộc Hội đồng với quyền ban hành các nghị định kinh tế. Tuy nhiên, ủy ban này đã được trao quyền để giải thích và sửa đổi các quy định thương mại hiện có cũng như đề xuất các luật mới để Sovnarkom phê chuẩn, dường như đã không phát huy tác dụng theo bất kỳ cách nào đáng kể, và các lực lượng thị trường vẫn là tối quan trọng theo NEP.
Bất chấp những hạn chế thực sự về thẩm quyền kế hoạch hóa tập trung trong một nền kinh tế chủ yếu dựa trên thị trường, Hội đồng nổi lên mà theo sử gia Maurice Dobb đã mô tả là "cơ quan điều hành tối cao trong lĩnh vực kinh tế, đảm nhiệm vai trò của một Bộ Tổng tham mưu kinh tế mà Vesenkha đã nhắm tới, nhưng đã thất bại, để hoàn thành trong khoảng thời gian trước đó".

### Với Gosplan
Ủy ban Kế hoạch Nhà nước (Gosudarstvennyi Komitet po Planirovaniiu, thường được gọi là "Gosplan"), được thành lập với tư cách là một tiểu ban cố vấn thường trực của Hội đồng, được giao nhiệm vụ tiến hành các cuộc điều tra kinh tế chi tiết và đưa ra các khuyến nghị các chuyên gia đến Hội đồng ra quyết định.
Trong suốt thời kỳ NEP, các vấn đề kinh tế chịu sự kiểm soát không dưới bốn cơ quan - Hội đồng Kinh tế Quốc gia Tối cao (Vesenkha), Bộ Dân ủy Tài chính (Narkomfin), Gosplan, và Hội đồng Lao động và Quốc phòng. Hệ thống này không hiệu quả và đôi khi buộc các giám đốc nhà máy phải đặt ra các mục tiêu chống lại nhà máy, buộc các nhà máy phải xuất trình hàng đống tài liệu để làm hài lòng những người giám sát quan liêu. Trong trường hợp có bất đồng cơ bản giữa các cơ quan, quyết định của Hội đồng có ý nghĩa quan trọng nhất trong những năm cuối thập niên 1920.

### Bãi bỏ
Theo nghị định của Ủy ban Chấp hành Trung ương Liên Xô ngày 28 tháng 4 năm 1937, Hội đồng Lao động và Quốc phòng trực thuộc Hội đồng Dân ủy Liên Xô bị bãi bỏ. Các chức năng kinh tế chung được chuyển giao cho Hội đồng Kinh tế trực thuộc Hội đồng Dân ủy Liên Xô (bãi bỏ ngày 21 tháng 3 năm 1941), và các chức năng quốc phòng - cho Ủy ban Quốc phòng thuộc Hội đồng Dân ủy Liên Xô (bãi bỏ ngày 29 tháng 5 năm 1941).

## Chủ tịch Hội đồng
- Vladimir Ilyich Lenin - tháng 4 năm 1920 - tháng 1 năm 1924
- Lev Borisovich Kamenev - tháng 2 năm 1924 - tháng 1 năm 1926
- Alexey Ivanovich Rykov - tháng 1 năm 1926 - tháng 12 năm 1930
- Vyacheslav Mikhailovich Molotov - tháng 12 năm 1930 - tháng 4 năm 1937

## Ban và ủy ban trực thuộc
Vào những thời điểm khác nhau, Hội đồng Lao động và Quốc phòng bao gồm:
- Ban sử dụng tài nguyên vật liệu: 1918-1922
- Ban Vận tải Cơ bản: 1920-1922